# Marco Estácio Prisco
Marco Estácio Prisco (em latim: Marcus Statius Priscus) foi um militar e senador romano. Foi governador de várias províncias, entre elas a da Britânia por volta de 161.

## História
O seu nome completo era Marco Estácio Prisco Licínio Itálico. Pertenceu à ordem equestre. Possivelmente fosse oriundo da Dalmácia, onde os nomes Estácio e Prisco eram habituais.
Começou a sua carreira em 132 como prefeito de Roma de uma coorte na Britânia. Foi incorporado como Tribuno militar na Legio III Gallica enviada à Judeia para reprimir a Revolta de Barcoquebas. Pela sua participação na campanha foi condecorado pelo imperador Adriano.
Foi posteriormente Legado da legião X Gemina e Tribuno da I Adiutrix, ambas estacionadas na Panônia Superior.
Serviu depois como procurador na Gália Narbonense, questor, tribuno da plebe e pretor.
Como pretor comandou a Legio XIV Gemina na Panônia e a Legio XIII Gemina na Dácia. Entre 157 e 158 foi governador desta última província, após o qual acedeu ao consulado em 159.
Finalizado o consulado teve ao seu cargo a supervisão do rio Tibre, as suas margens e as águas residuais da cidade como "curador dos canais do Tibre e reparador da cloaca da cidade" (Curador alvei Tiberis et riparum cloacarum Urbis)
Entre 160 e 161 foi governador de Mésia. Nesse último ano faleceu o imperador Antonino Pio e Estácio Prisco foi enviado para a Britânia.
Não se têm maiores notícias do seu governo, por demais breve, exceto que seria induzido pelas suas tropas a proclamar-se imperador aproveitando as dificuldades de Marco Aurélio, o qual recusou terminantemente.
Em 162, foi transladado com urgência para a Capadócia para substituir no comando militar a Sedácio Marco Severiano, que fora derrotado pelo xainxá Vologases IV em Elegeia. Participou da posterior guerra contra o Império Parta, no curso da qual tomou a antiga capital da Armênia, Artaxata.
Foi considerado um homem de honra, de grande capacidade tanto no comando militar bem como no manejo dos assuntos provinciais, nos quais alcançou uma extraordinária experiência.